# Albertshofen
Albertshofen település Németországban, azon belül Bajorországban. Lakosainak száma 2293 fő (2023. december 31.).

## Népesség
A település népessége az elmúlt években az alábbi módon változott:
| Lakosok száma | 800  | 1462 | 1656 | 1792 | 2209 | 2211 | 2271 | 2284 | 2247 | 2293 |
|               | 1875 | 1950 | 1975 | 1987 | 2012 | 2014 | 2016 | 2017 | 2021 | 2023 |